# گل‌های سپتامبر
گل‌های سپتامبر (به فرانسوی: Les Roses de September) نام یک کتاب ادبی است که توسط آندره موروا، نویسندهٔ اهل فرانسه نوشته شده‌است.